# Crispí (rètor)
Crispí (grec antic: Κρισπῖνος, llatí: Crispinus) fou un retòric de l'antiga Grècia conegut com a autor d'una obra perduda que portava per títol Κατὰ Διονυσίου, un fragment de la qual ha estat conservat per Estobeu.